# 23 Thalia
23 Thalia este un asteroid din centura de asteroizi. A fost  
descoperit de John Russell Hind la 15 decembrie 1852 în observatorul privat al lui W. Bishop, situat în Hyde Park, Londra, Anglia. Bishop l-a numit după Thalia (Θάλεια), muza comediei, a poeziei și a festivităților din mitologia greacă.
Acesta este clasificat ca fiind un asteroid de tip S format în principal din silicați de fier și magneziu. Acesta este al doilea tip de asteroid cel mai comun din centura principală. Pe baza analizei curbei luminii, obiectul are o perioada de rotație siderală de 0,513202 ± 0,000002 zile. Un model elipsoidal al curbei de lumină oferă un raport a/b de 1,28 ± 0,05.
Cu semiaxa mare de 2,628 UA, asteroidul orbitează cu un decalaj Kirkwood de 3:1 și 5:2 în centura principală. Excentricitatea orbitală este mai mare decât valoarea medie de 0,07 pentru centura principală, iar înclinarea este mai mare decât media de sub 4°. Dar cei mai mulți asteroizi din centura principală au o excentricitate mai mică de 0,4 și o înclinație de până la 30°, astfel încât orbita asteroidului 23 Thalia nu este una neobișnuit pentru un asteroid din centura principală.
23 Thalia a fost studiat pe radar.